# リトアニアの歴史
リトアニアの歴史（リトアニアのれきし）では、リトアニアの歴史を述べる。また同時にリトアニア人の歴史も記述する。
「リトアニア」という語は、1009年に「Lituae」（ラテン語の属格、主格は「Litua」）と記載されたのが最も古いものである。13世紀にはリトアニア大公国が建てられ、その後、リトアニアは周辺諸国を征服、15世紀には、リトアニア大公国はヨーロッパで最大の領土をもつ国となった。16世紀にはルブリン合同によりポーランド王国と合同、ポーランド・リトアニア共和国となった。その後、18世紀末のポーランド分割によりリトアニアはロシア帝国の支配下におかれることとなる。第一次世界大戦後の1918年にリトアニアは共和国として独立。しかし第二次世界大戦中にソビエト連邦やナチス・ドイツからの侵攻を受け、リトアニア・ソビエト社会主義共和国としてソ連に編入される。1990年代に入るとリトアニアは独立を回復、2004年には欧州連合にも加盟した。

## リトアニア大公国
リトアニア人は、バルト人（バルト語派）の子孫で、ドイツ騎士団を初めとする北方十字軍との抗争の中で団結していった。13世紀にキリスト教化を目論むドイツ騎士団に一時征服されたが、1236年の戦いで彼らの進出を食い止め、ミンダウガスのもと最初の統一を成し遂げリトアニア大公国を成立させた。ミンダウガスの勢力圏は、1240年代半ばには西はジェマイティヤ、東はミンスク、南は黒ルーシまで達していた。ミンダウガスは1253年、リトアニアの王となった。しかし、ミンダウガスが権力を拡大したことは、親族間の争いを招いてしまった。
14世紀、ゲディミナスは東欧に勢力を伸ばし、現在のベラルーシ・ウクライナ一帯まで拡大していった。また、ヴィリニュスを建設し首都とした。
その後ドイツ騎士団との抗争は続き、リトアニア大公国が異教徒の国でありながら伝統的にリトアニア大公国と関係が良かったキリスト教国家で、ポメラニア平定の際にドイツ騎士団が起こした金銭トラブルでドイツ騎士団と揉めていたポーランド王国へ接近して行った。

## ポーランドとの連合
1386年にリトアニア大公ヨガイラは、ポーランド王国の女王ヤドヴィガと結婚、ローマ・カトリックに改宗すると同時にポーランド王に迎えられた（ポーランド・リトアニア連合）。リトアニア大公国は、初期はポーランド王国と連合国家（同君連合）として対等な地位を築いた。1410年、リトアニア大公国はポーランドと連合してドイツ騎士団をグルンヴァルトの戦いで破った。司令官ヴィータウタスは名声を得た。両国は、東欧の大国として君臨した。しかし、リトアニア人貴族は次々と母語をリトアニア語やベラルーシ語から自発的にポーランド語に変えてポーランド社会へと同化していった。16世紀半ばに開始されたモスクワ大公国・ロシア・ツァーリ国とのリヴォニア戦争において、リトアニアはポーランドとのルブリン合同を成立させた。しかし、これは対等な合同とされたものの、実際はポーランドが支配的で、リトアニアはポーランドの一つの州とされた。当時のポーランドはポズナンを首都とする大ポーランドと、クラクフを首都とする小ポーランドの二つの州があり、リトアニアは共同議会（セイム）において3分の1の議席を占めることとなった。とはいえ、リトアニアは大公国は名称と領域を維持し、大法官、財務官、軍司令官（ヘトマン）などの執行機関も有しており、君主と議会という最高国家機関だけを共通とする連邦国家体制であった。リトアニア・ポーランド共和国（Rzeczpospolita）（あるいは「ポーランド貴族共和国」）はその勢力の最盛期を迎えた。
その後「共和国」の強大化に危機感を抱いた周辺国により「共和国」は弱体化し、リトアニアは18世紀初頭の大北方戦争によって、一時スウェーデンの支配下に置かれたが、スウェーデンの敗北により、再び「共和国」の支配下に戻った。しかし、「共和国」の衰弱は、近隣諸国の介入を招き、ロシア帝国やプロイセン王国の影響力が高まり、1772年の第一次ポーランド分割の後、リトアニアもその分割の脅威にさらされる事となった。

## ロシア帝国時代
1772年、第一次ポーランド分割により、ポーランド・リトアニアは領土の3分の1を失った。国家の危機に直面した改革派の貴族は、中央集権化並びに近代化を進めて統治システムを強化しようとした。この改革の一環として国民教育委員会の創設も行われたが、これは世界で最初の教育省（文部省）とも言えるものであった。しかし1793年、第二次ポーランド分割が実行される。これによりリトアニアは、ミンスク県の全域とヴィリニュス県、ノヴォグルドク県並びにブレスト県の東部地域を失った。1795年の第三次ポーランド分割によりポーランド・リトアニア共和国は消滅し、現在のリトアニア領にあたる地域の大部分はロシア帝国に組み込まれた。これにより、ロシアの行政制度が導入され、リトアニアは、ヴィリナ県、コヴノ県、スヴァルキ県、グロドノ県などに分けられた。また、ヴィリナ県などはヴィリナ総督府によって統治された。
一時ナポレオン1世率いるフランス帝国軍に占領される。ナポレオンの敗退後、再びロシアに編入され、ロシア同化政策を受ける。
1831年および1863年には「ポーランド＝リトアニア共和国」の復活を目指してポーランド人とともに蜂起が起こる（11月蜂起および1月蜂起）も、ロシア当局によって鎮圧される。蜂起に対してロシア・ツァーリは、リトアニア人はロシア人であると宣言し、リトアニアにおけるポーランド文化の根絶政策を実施し、ポーランド語は禁止され、ロシア語が強制された。1832年には、ヴィリニュス大学が閉鎖された。
日露戦争によって引き起こされた1905年のロシア第一革命の際には、あらゆる階層と政党の代表者約2000人が集結してヴィリニュス大議会が開催され（12月4日–5日）、リトアニア人の自治を求める決議が採択された。

## 第一次世界大戦とロシア革命
第一次世界大戦が始まると、リトアニア人が住む地域は1915年にドイツ帝国に占領された。この頃、マルティーナス・イーチャスらを中心に、リトアニア人難民を救済する自助組織リトアニア人戦争被害者支援協会が設立された。
1917年9月18日から22日にかけて、222人のリトアニア人がヴィリニュスに集結した（ヴィリニュス会議）。。そこでアンタナス・スメトナを議長とするリトアニア評議会（タリーバ）の議員20名が選出された。
1917年11月7日にロシア革命が起こりソビエト連邦が成立すると、事態はより複雑化し、リトアニア人住民とドイツ軍、赤軍、白軍や、さらにはポーランド・リトアニア共和国の復活を望んだ住民（ポーランド人や、ユゼフ・ピウスツキを始めとしたポーランド化を望むリトアニア人）が入り乱れ、戦いが繰り広げられた。リトアニア評議会は12月11日、ドイツとの緊密な関係下でのリトアニア人国家建設に関する宣言を採択した。
さらに1918年2月16日、完全独立を宣言した。現在、リトアニアの独立記念日はこの2月16日とされている。しかし、リトアニア人はその後も戦いを余儀なくされた。

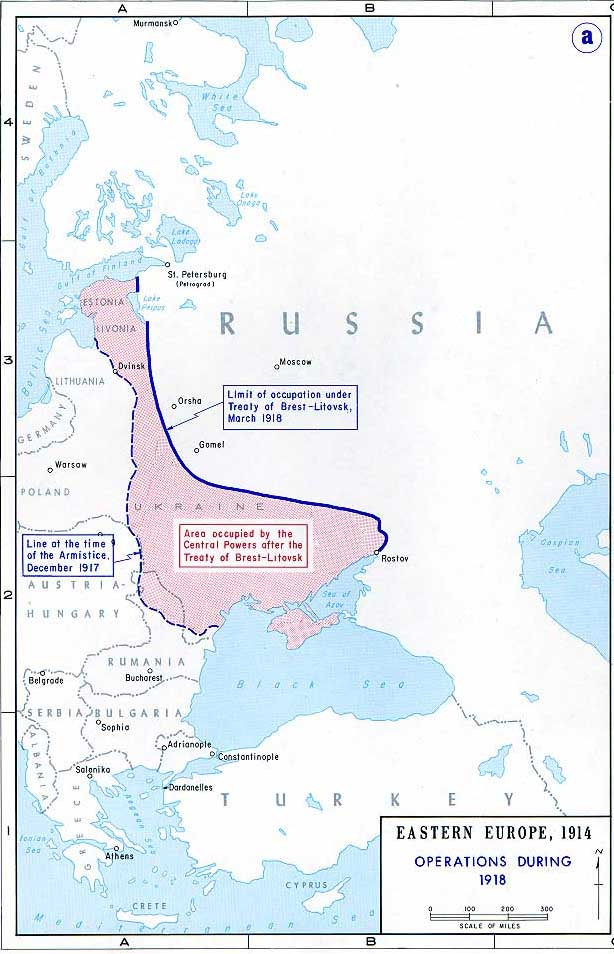
1918年3月3日に結ばれたブレスト＝リトフスク条約によってロシアはドイツにフィンランド、エストニア、ラトヴィア、リトアニア、ポーランド、ウクライナなどの権利を放棄し、一部をドイツ帝国に割譲した。

1918年11月11日にアウグスティナス・ヴォルデマラス内閣が成立し、リトアニアはいかなる者とも戦争しない、そのため、軍を創設しないと発表した。しかし、11月3日、ロシアのボリシェヴィキはブレスト＝リトフスク条約を放棄し、ドイツに割譲していたバルト三国、ベラルーシ、ウクライナをドイツから解放するための軍事闘争を開始した。リトアニアの共産党は、赤軍の支援をうけて12月16日にリトアニア・ソビエト社会主義共和国樹立を宣言し、レーニンがこれを承認した。一方でドイツはリトアニア軍に武器を支援した。さらに連合国の要求で、ドイツはロシアの進撃を阻止するためドイツ軍をリトアニアに派遣した。リトアニア軍は赤軍の前進を阻止した。
ロシア内戦によってソビエトは、1919年9月にバルト三国との和平交渉を開始し、事実上の国家承認となった。

## リトアニア第一共和国および中部リトアニア共和国
独立宣言後も諸外国との戦いが続けられたが（リトアニア独立戦争）、1920年、リトアニア共和国として民族自決による独立が諸外国から承認される。1920年には制憲議会が招集された。
ポーランド・ソビエト戦争においてソビエトは、1920年5月にリトアニアに対する権利を永久に放棄し、リトアニアの独立と主権を承認した。
1920年7月12日にリトアニアはロシアと講和条約を結んだが、第二条付録でロシアとポーランドの戦争中に赤軍がリトアニア領を通過することを敵対行為とはみなされないとされた。これにより、赤軍は1920年7月14日、ヴィリニュスを占領した。さらにロシアのボルシェビキは、1920年8月には偽の身分証明書を持った秘密工作員2000人をリトアニア国内へ派遣し、反乱の準備を進めた。だが、赤軍がワルシャワの戦いで敗北したことで反乱計画は中止された。
1920年10月7日には合意文書が調印されヴィリニュス地域はリトアニア領であるとされたものの、その翌日にはポーランド軍によって侵攻され、そのままポーランドに占領された。その後この地域には緩衝国家の中部リトアニア共和国が建国されるも、1922年にポーランドに編入された。そのためリトアニア共和国の首都は憲法上はヴィリニュスと明記しつつも、カウナスが臨時首都とされた。この状況はその後1939年まで続いた。
戦間期リトアニアにおいては、リトアニア・キリスト教民主党、リトアニア農民人民連合、リトアニア社会民主党の3党が主要政党となった。このうち最大党派はキリスト教民主党で、保守的な農民層を支持母体としていた。農民人民連合もまた農民層を支持層としていたものの、キリスト教的価値観を重んじるキリスト教民主党とは異なり、世俗的な政策を掲げた。社会民主党は都市労働者や知識人から支持されていたが、規模はそれほど大きくはなかった。このほか、ユダヤ人政党やポーランド人政党も存在した。
しかしリトアニア共和国では議会制民主主義体制は長くは続かず、1926年12月16日に軍部によるクーデターが勃発。初代大統領アンターナス・スメトナによる権威主義体制が成立した。1927年には政府に対する蜂起がタウラゲで起きたが、鎮圧された（タウラゲ蜂起）。1928年、スメトナは憲法を改正して自らの権力を強化した。新憲法により大統領の任期は7年となった。スメトナ体制においてはアウグスティナス・ヴォルデマラスが首相に就いたが、次第に両者は対立するようになっていった。1929年、スメトナはヴォルデマラスを解任し、スメトナの義弟であるユオザス・トゥーベリスを首相に任命した。
1938年までリトアニアとポーランドの国交は断絶状態にあったが、1938年3月17日、ポーランド政府はリトアニアに外交関係の樹立を求める最後通牒を突きつけた。リトアニア政府は19日、これを受諾した。
1939年3月、リトアニアはナチス・ドイツの干渉によってバルト海の港湾都市メーメルを失う。更に同年アドルフ・ヒトラーとヨシフ・スターリンの間で結ばれた独ソ不可侵条約の付属秘密議定書で、ソ連がバルト三国やフィンランドを勢力圏に入れることが合意された。
1939年9月1日にドイツ、スロヴァキア、ソ連の3ヶ国がポーランドを侵略した。リトアニアが主権を主張していたヴィリニュス地方はソ連の支配下に置かれたが、その後ソ連とリトアニアは10月に相互援助条約を締結し、ヴィリニュス地方はリトアニアに引き渡された。

## ソビエト連邦への編入

### 強制編入とリトアニア・ソビエトの樹立
ドイツ軍のポーランド侵入によって第二次世界大戦が始まると、1940年夏、世界がドイツのパリ侵攻に注目している間に、ソ連はバルト三国を占領し、強制的にソ連に編入した。編入の経緯は次のようなものである。
ソ連はポーランド侵攻後、リトアニアに赤軍基地の設置を要請した。さらに1940年6月にはソ連共産党のモロトフが、リトアニアがラトヴィアやエストニアと反ソ連的軍事同盟を結び、赤軍兵士がリトアニアによって拷問されたという嘘に基づく非難を始めたあと、親ソビエト政権の樹立と赤軍の無制限駐留とを求め、拒否する場合は、軍事侵攻を開始するという最後通牒を手渡した。また、ソ連は、自国の国境警備隊兵士が誘拐され、それに関わったとされるリトアニアの政治家の追放、投獄を要求した。この誘拐事件はソビエトの自作自演と考えられている。既にソ連は陽動作戦を行うスパイ集団をリトアニアの各都市に投入していた。
1940年6月14日に開かれた閣議では、スメトナ大統領は主戦論を唱えたが、政権内部はソビエトの要求を受け入れるのが大勢となった。翌日の6月15日、赤軍第3軍と第11軍がリトアニア侵攻を開始し、スメトナ大統領はアンタナス・メルキース首相に大統領職を譲り、リトアニアは独立を失った。スメトナはドイツ経由でアメリカに亡命した。ソ連による強制編入に反対した者は弾圧され、抹殺された。
6月17日、反革命とサボタージュとの闘争のための非常委員会 (チェーカー)のウラジーミル・デカノゾフはリトアニア駐在公使となり、スメトナ政権に批判的で共産主義者だったジャーナリストのユスタス・パレツキスらによる傀儡政権「人民政府」樹立を指示した。政権は詩人や歌手などリトアニアの著名人で構成され、首相の選任はリトアニア憲法の手続きによらずに行われた。
リトアニア共産党の党首スニエチクスが国家保安局局長になり、6月25日には共産党以外の政党の活動が禁止され、非共産主義の新聞や雑誌も禁止された。リトアニア軍は人民軍に改組され、警察署長、郡長などもソビエト支持者に交代させられた。共産党または共産主義者だけが立候補できる人民議会の選挙では、独立が維持されるとか農業集団化はないらしいといった噂が流れ、反ソ連的な著名人数百人が大量逮捕された。1940年7月6日、スニエチクス国家保安局長は、政府に抗議する者の逮捕、および各政党の指導者の一掃作戦を承認した。7月10日からの最初の大量逮捕で、政治家らが逮捕され、ソビエト以前の最後の首相だったメルキースや外相ウルプシースは家族ともに財産を没収されたうえで強制収容所に追放された。占領最初の1年間で6606人が逮捕され、その半数がシベリアなどの収容所に追放された
1940年7月14日から15日にリトアニア共産党の候補しか立候補できない選挙が行われた。7月14-15日の選挙では95%の有権者が選挙し、そのうち99.19%が謎の組織「リトアニア労働人民同盟」に投票した。この選挙結果を受けて、7月21日、人民議会が開かれた。この日、人民議会はリトアニアの国名を「リトアニア・ソビエト社会主義共和国」とすることを決定し、ソビエト連邦への加盟を満場一致で宣言した。翌7月22日の議会では土地、銀行、大企業の国有化が宣言された。1940年8月3日、リトアニア人民議会によって選出された代表団がモスクワへと向かい、ソヴィエト連邦への編入を申請し、ソビエト連邦最高会議がこれを認めたことで、リトアニアは、ソビエト連邦構成共和国の一つとなった。このような編入過程により、リトアニアのソ連への編入は「自発的な」加盟であるとされた。しかし、占領者による人民議会の権限をリトアニア国民は自由選挙で付与したわけではなかったため、人民議会による決議は違法であった。こうした併合に抗議した在外リトアニア外交官は全員市民権を剥奪され、財産も没収された。
なお、駐カウナス日本領事だった杉原千畝が、ユダヤ人に大量のビザを発給したのは1940年7月のことである。
8月26日には人民委員会議が最高執行機関であると発表され、ソビエト憲法（スターリン憲法）が採択された。リトアニアの内務人民委員部（NKVD)にはソ連から派遣された職員が就任していった。農業改革では、30ヘクタール以上の土地を持つ農民は「クラーク」とされ、土地は没収され、税金が三倍に引き上げられた。土地を持たない者には最大10ヘクタールの土地が与えられた。それ以外の土地は集団農場として利用された。通貨にはリーブルが導入され、銀行国有化によって預金も没収された。NKVDはソビエトに反対する者を夜間に逮捕し、追放された。1941年6月にはリトアニア住民1万7500人が北極海やアルタイ地方などで追放された。この大量追放では、元閣僚、元政治家、軍人、経済界、教師数百人、司祭79人、少数民族の指導者、子ども5060人、ユダヤ人2045人、ポーランド人1576人が含まれた。
リトアニア各地で40以上の大量虐殺事件が起きている。一方、独立を目指す地下活動も始まった。

### ドイツ占領下
1941年6月22日、独ソ戦が始まるとドイツがリトアニアを占領した。ソ連軍は撤退にあたって、プルヴィエニシュケス収容所ではリトアニア人の囚人230人を殺害し、ライネイの森では76人が拷問をうけた末に殺害されるなどして、合計約700人のリトアニア人が殺害された。ドイツ占領によって、反ソ連蜂起が全土で広がった。リトアニア行動主義戦線（LAF) などがリトアニア臨時政府を宣言したが、ドイツはこれを認めなかった。このリトアニア臨時政府は1941年8月7日、解体された。

#### ナチスによるユダヤ人、リトアニア人などの虐殺
ドイツ軍占領下ではユダヤ人の虐殺も行われた（リトアニアにおけるホロコースト）。ソ連占領中、共産主義者のユダヤ人が、赤軍を出迎えたり、親ソビエトのデモに参加したり、ソ連が設立した政治指導部にも入閣するなどしたため、リトアニア人の間で反ユダヤ感情が高まっていた。そこへナチスの反ユダヤプロパガンダとが結びつき、ドイツ占領後、アインザッツグルッペンによるユダヤ人掃討作戦が始まり、41年秋にはユダヤ人15万人が殺害された。強制収容所ゲットーには5万人が送られた。結局は、約20万8000人いたユダヤ人の9割が殺害された。
ドイツ占領中には約6万人がドイツで強制労働させられた。アインザッツグルッペンは、ユダヤ人だけでなく、反ナチス的とされたリトアニア人を41年から44年までに1万5000人、その他の民族2万人、17万人の赤軍捕虜を殺害した。

### ソ連による再占領
1944年にはソ連はドイツを破り、リトアニアを再占領した。1945年のヤルタ会談とポツダム会談で英米にリトアニアがソビエト連邦に加盟する共和国であることを認めさせた。スターリンはリトアニア人以外の人々、特にロシア人のリトアニア入植を進め、工業化を図った。
スターリンは、リトアニア人10万8000人を赤軍に動員し、ろくに訓練もしないまま、ラトヴィアの戦闘地域に送り、数千人が死亡した。さらに、ヴィルニュスの住民7万人がナチス協力者として処刑された。その大半はユダヤ人だった。1万2000人がドイツに送られ強制労働させられた。1945-1948年までにポーランド人19万7200人をポーランドに強制送還した。NKVDは1944年7月から12月までに2489人を殺害し、10万人が弾圧された。シベリアの強制収容所へ1948年に4万人、1949年に3万3500人、1951年に2万357人が追放された。公式統計でも、スターリン政権下の1942年から1952年にかけて12万人以上のリトアニア人が追放された。のちにリトアニアの成人の3分の1にあたる45万6000人がソビエトによるテロルの犠牲となったことが分かっている。33万2000人がグラーグに収容され、それと別に2万6500人がリトアニアで殺害された。
一方でソビエトに対する抵抗活動も続き、1944-46年に約3万人のパルチザンが活動し、親ソ連の罪での処刑も行った。1946-48年には、ソ連との戦争で1万人のパルチザンが死亡し、1944-53年までに2万人のパルチザンが殺害された。他方、ソビエト兵1万2921人、共産党員や活動家ら2619人がパルチザンに殺害された。最後のパルチザンが戦闘死したのは1965年になってのことである。
スターリン死後、50年代から60年代にかけて6万人の追放者と2万人の政治犯がリトアニアに帰国したが、リトアニア共産党はナショナリズムが高まることをおそれて厳しく監視し、時には反ソビエト活動をしていると非難され、1967年から1975年までに反ソビエト活動の罪で1583人のリトアニア人が有罪とされた。

## ペレストロイカから独立まで

### リトアニア独立革命
1985年にミハイル・ゴルバチョフがソ連共産党第一書記になり、いわゆるペレストロイカが始まると、1988年に民族組織「サユディス」（「運動」の意）が組織され、ラトビア、エストニアなどと連携して独立運動を進める。独ソ不可侵条約50周年を迎えた1989年8月23日にはヴィリニュス＝リガ＝タリンを結んで600kmにわたる「人間の鎖」（バルトの道）が形成され、世界に独立を訴えた。1990年3月、最高会議選挙にサユディスが圧勝すると、非共産党員として始めて共和国最高会議議長に就任したヴィータウタス・ランズベルギスは、3月11日、ソビエト連邦構成共和国の中でいち早く独立を宣言。1991年1月、ゴルバチョフ政権は武力を投入して放送局やテレビ塔を占拠、非武装の市民14名が死亡し、700人が負傷した。この模様は日本テレビのドキュメンタリー取材で、議会周辺の模様が日本で後に放送された（1991年血の日曜日事件）。
しかし、ソ連8月クーデターが失敗すると、各国が独立を承認、1991年9月6日に遂にソ連も正式に承認し、実質的独立を達成した。そして、その1991年の末日に、ソビエト連邦は崩壊した。

## 独立以後
1991年9月17日、バルト三国は揃って国際連合に加盟した。独立と自由を勝ち取ったが、市場経済は上手く機能しなかった。特に失業が増えて深刻な社会問題となった。こうした中でサユディスは支持を失い、1992年の総選挙では旧独立派共産党が改称したリトアニア民主労働党が勝利した。ヴィータウタス・ランズベルギスに代わり、アルギルダス・ブラザウスカスが最高会議議長となった。1993年には大統領制が導入され、ブラザウスカスは初代大統領に当選した。
この政権は独立は堅持し、極端な逆戻り政策は行わなかったが、経済も良くならなかった。1996年の総選挙ではランズベルギスが結成した保守政党祖国同盟が勝った。
国営企業の民営化も課題であった。ロシア軍の撤退にも時間がかかり、完了したのは1993年である。度重なる政権交代のため、リトアニア国軍の建設にも手間取った。
1998年、アメリカ合衆国に亡命してアメリカ政府高官も勤めていたヴァルダス・アダムクスが大統領に当選。ようやく、経済が好転する。
その後、ロシア連邦とは宥和を掲げながら、西欧への接近を進め、2001年にWTOに加盟、2004年にはNATOおよびEUに加盟した。
2008年6月、リトアニア議会は、二戦と冷戦での占領と圧制に因んで、ソビエト連邦の標章とナチス・ドイツの標章の両方を公の場で掲げる事を禁止する法案を可決した。これは、ナチスとソビエトによる圧制、特にソビエトによるリトアニア併合を「占領行為」と見なすためで、禁止の対象には、「鎌と槌」や「赤い星」を模った旗やバッジのほか、ソビエト連邦の国歌の演奏も含まれる。2007年に、同じバルト三国のエストニアが「鎌と槌」と「鉤十字」の両方を法律で禁止した時には、ロシア連邦政府は「ナチスとソビエトの同一視は歴史への冒涜だ」と批判した。